# طواف إيطاليا 1928
طواف إيطاليا 1928 هو سباق دراجات هوائية أقيم في إيطاليا بتاريخ 12 مايو – 3 يونيو، تكون السباق من 12 مرحلة وامتدّ لمسافة 3044.6 كم بسرعة 26.75 كم/س، استغرق السباق 114 ساعة 15 دقيقة 19 ثانية. فاز به الإيطالي ألفريدو بيندا.

## الترتيب
| م                     | الدرّاج        | البلد   | الزمن                      |
| --------------------- | ------------- | ------- | -------------------------- |
| الفائز بالترتيب العام | ألفريدو بيندا | إيطاليا | 114 ساعة 15 دقيقة 19 ثانية |
| الفريق                | لنيانو        |         | -                          |